# 张蕾 (计算机专家)
张蕾，四川大学教授，研究领域为人工智能、神经网络等。担任IEEE计算智能协会成都分会主席、四川省“学术和技术带头人”等职，曾获得“四川省科技进步一等奖”等奖项，获得数项中国国家专利。

## 生平
2002年6月获得电子科技大学应用数学理学学士学位，后保送计算机科学与技术专业硕博连读；
曾在香港中文大学计算机科学与工程学系从事博士后研究；
2009年8月起早四川大学计算机学院任教。